# Щеглиевка
Щегли́евка (укр. Щигліївка) — село на Украине, основано в 1783 году, находится в Коростышевском районе Житомирской области.
Население по переписи 2001 года составляет 255 человек. Почтовый индекс — 12516. Телефонный код — 4130. Занимает площадь 1,293 км².

## Адрес местного совета
12534, Житомирская область, Коростышевский р-н, с.Щеглиевка